# 零元购
零元购，原指购物网站中標價為零元的商品可能存在消费陷阱甚至诈骗。最可能的為折扣，或優惠券贈送之禮品。常見的廣告有「滿399元送刮鬍刀」、「同商品第二件零元」。在許多連鎖超市，他們的折扣券無使用期限，意指能累積多張，並一次消費得到零元的目的。
2020年起，逐渐成为中国大陆讽刺性的网络流行词、新闻媒体用语，指发生在以美国为代表的西方国家的不法分子聚众对奢侈品店、大型连锁店、街头小商铺的“快闪”式打砸哄抢。在喬治·佛洛伊德之死中，引起許多黑人不滿，搶劫破壞等事件爆发式增长。
在香港，任何65歲或以上人士如被發現干犯盜竊罪行，香港警務處的警務人員將只會向犯事長者施行口頭警誡並記錄在案後即場放行涉案長者，不會作出檢控，有人視之為變相的零元購。

## 相关事件

### 斐讯事件
2021年12月8日上午，上海市第一中级人民法院对斐讯诈骗案宣判。顾国平以集资诈骗罪判处无期徒刑、剥夺政治权利终身，并处没收个人全部财产。斐讯旗下多款产品曾采用一种“0元购”销售模式，用户可从购买的产品上获得一个“K码”，凭此码在联璧金融和华夏万家中投资指定数额、时长的理财产品，到期就能获得产品金额全返的福利，相当于“0元购”。至案发，共造成90.86万余名被害人实际经济损失99.71亿余元人民币。 

### 哄抢事件

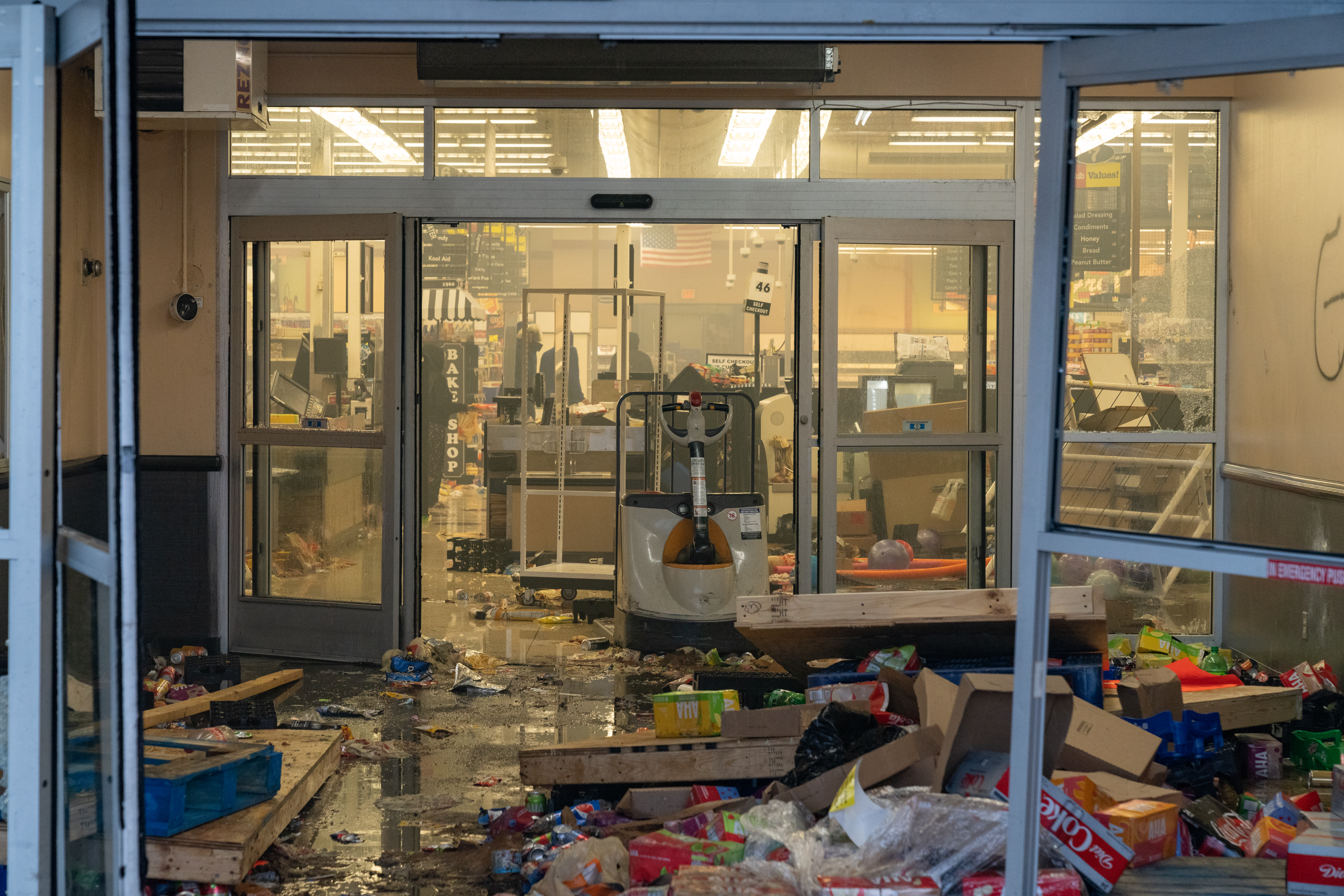
2020年5月28日，明尼阿波利斯一家超市遭洗劫

美国零售联合会在2020年末公布的一项调查指出，每10亿美元的销售额中，“零元购”哄抢案件平均给零售商造成72万美元的损失。“零元购”与2019冠状病毒病疫情有关，也在反种族歧视示威（如2020年乔治·弗洛伊德之死引发的示威活动）演变成骚乱时发生。由于非裔美国人对“零元购”的参与，该词也成为一个对黑人的歧视语。参与“零元购”的劫匪包括有组织的黑帮成员。
2021年11月以来，“零元购”事件在美国多地发生，主要原因有美国警察消极执法、惩罚机制薄弱、节假日商品数增加、销赃方便。11月17日下午，芝加哥市的一家路易·威登（Louis Vuitton）商店遭到哄抢，案发时店内有不少顾客正挑选商品。11月19日晚，加州旧金山联合广场的路易·威登商店也遭到洗劫。11月22日晚，继10月份被洗劫一次后，旧金山的卫星城市奥克兰一服装店又遭超过30名劫匪闯入“零元购”。11月25日，加州核桃溪市一高档百货公司遭到约80人哄抢。11月26日“黑色星期五”晚上8时左右，明尼苏达州伯恩斯维尔市一家百思买商店遭到至少30人哄抢，数量不详的电器被抢走。约10分钟后，附近梅普尔伍德市的另一家百思买商店遭到10至12人闯入，包括电视、平板电脑和悬浮滑板在内的商品被哄抢。百思买的股价因此受到影响。
2021年圣诞季期间，“零元购”在美国呈高发态势，零售商深受其害。主要城市有加利福尼亚州的洛杉矶、旧金山和伊利诺伊州的芝加哥等，这些城市为民主党执政，一些人認為2014年加利福尼亞州47號提案與疫情經濟衰退結合有關。2023年在洛杉矶县實施的零保釋金政策（英語：Zero-bail policy）也被認爲加劇了這一現象。

## 网络迷因
中国大陆网民将一个抖音国际版（TikTok）平台上流行的美国网红 King Vader 的一部搞笑视频配上背景音乐《Ngana Rindu》的迷因称为“零元购”。

## 评价
山东大学马克思主义学院的一篇论文认为，零元购现象暴露了消费社会中人的异化，表明当代西方资本主义社会中“堆积的消费品无法真正惠及劳动者和普通人的生活支持系统”。